# Platyreta germanica
Platyreta germanica ist eine Spezies (Art) schalenloser Amöben aus der Familie Vampyrellidae, Stamm Cercozoa. Sie ist der einzige Vertreter der Gattung Platyreta.

## Merkmale
Die Amöbe ist besitzt viele Zellkerne und netzartige Scheinfüßchen (Reticulopodien). Sie hat einen mehrphasigen Lebenszyklus, der durch die Verfügbarkeit von Nahrung beeinflusst ist. Die Nahrung aufnehmende Form (Trophozoit) sind zwischen 50 und mehreren hundert Mikrometer groß, die Form reicht von kugelig bis ausgestreckt und stark verzweigt, ist jedoch meist flach. Die feinen, nicht granulären Filopodien können an jeder Stelle der Zelle entstehen. Der Trophozoit ist beweglich und verändert seine Form. Er bewegt sich kriechend über das Substrat, wobei die Filopodien am Substrat aufliegen. Der Zellkern ist spindelförmig und rund 2 Mikrometer groß. 
Die Amöben wandeln sich unter verschiedenen Bedingungen in Zysten um: nach der Nahrungsaufnahme oder bei Austrocknung. Verdauungszysten verwandeln sich anschließend wieder in Trophozoiten oder vollführen vorher noch eine Zellteilung. Beim Verlassen der Zyste fließt die Amöbe durch etwa 10 Löcher in der Zystenwand aus dieser heraus. 
Durch Zellverschmelzung können auch Plasmodien entstehen, die meist stark netzförmig sind. Sie werden bis 1 mm groß. Sexuelle Stadien wurden nicht beobachtet, jedoch das Vorhandensein von zweigeißeligen Zoosporen. Diese kleinen Schwärmer werden bei raschem Wachstum gebildet und können mit ihren Pseudopodien auch schwimmen.

## Vorkommen und Ernährung
Die Amöben sind Bodenbewohner. Sie ernähren sich von Pilz-Konidien, Algen und Nematoden. Sie nehmen die Nahrung auf und durchbohren deren Zellwand. Danach rundet sich die Amöbe und wird zur Verdauungszyste. Sie bildet mehrere Verdauungsvakuolen, die sich später zu einer großen Zentralvakuole vereinen. Die Verdauungszysten sind eiförmig und messen rund 50 × 35 Mikrometer.

## Belege
- David Bass, Ema E.-Y.Chao, Sergey Nikolaev, Akinori Yabuki, Ken-ichiro Ishida, Cédric Berney, Ursula Pakzad, Claudia Wylezich, Thomas Cavalier-Smith: Phylogeny of Novel Naked Filose and Reticulose Cercozoa: Granofilosea cl.n. and Proteomyxidea Revised. Protist, 2008 doi:10.1016/j.protis.2008.07.002